# Radio Ecclesia
Pour les articles homonymes, voir Radio Ecclesia (homonymie).
Radio Ecclesia est une station de radio religieuse catholique française émettant du diocèse de Nimes depuis 1983. Elle émet en modulation de fréquence sur 100.8 à Nîmes / 106.8 à Alès et dans la Vallée du Rhône / 92 MHz sur Le Vigan de 24h sur 24. 

## Histoire
Elle émet pour la première fois le 8 décembre 1983 grâce à un unique émetteur à Pouzilhac. Puis un deuxième émetteur et un deuxième studio sont installés à Pont-Saint-Esprit en 1986. En 1990 une régie-radio automatique est installée. En 1992, installation de l'émetteur du Vigan, et diffusion des infos de Radio Vatican par satellite.
Radio Ecclesia fonde avec d'autres radios la Communauté Francophone de Radios Chrétiennes (COFRAC). En 2003 la station a fêté ses 20 ans.